# Pawełcze (przystanek kolejowy)
Pawełcze (ukr. Павлівка, ros. Павловка) – przystanek kolejowy w miejscowości Pawełcze, w rejonie iwanofrankiwskim, w obwodzie iwanofrankiwskim, na Ukrainie. Położony jest na linii dawnej Galicyjskiej Kolei Transwersalnej.
Przystanek istniał przed II wojną światową.